# 荷色粗螯蛛
荷色粗螯蛛（学名：Prodidomus rufus）为粗螯蛛科粗螯蛛属的动物。在中国大陆，分布于湖南等地。